# Treasury Building
Le Treasury Building est un bâtiment du gouvernement fédéral situé à Washington aux États-Unis. Siège du département du Trésor des États-Unis, il est National Historic Landmark et apparaît sur le revers d'une version du billet de dix dollars américain.

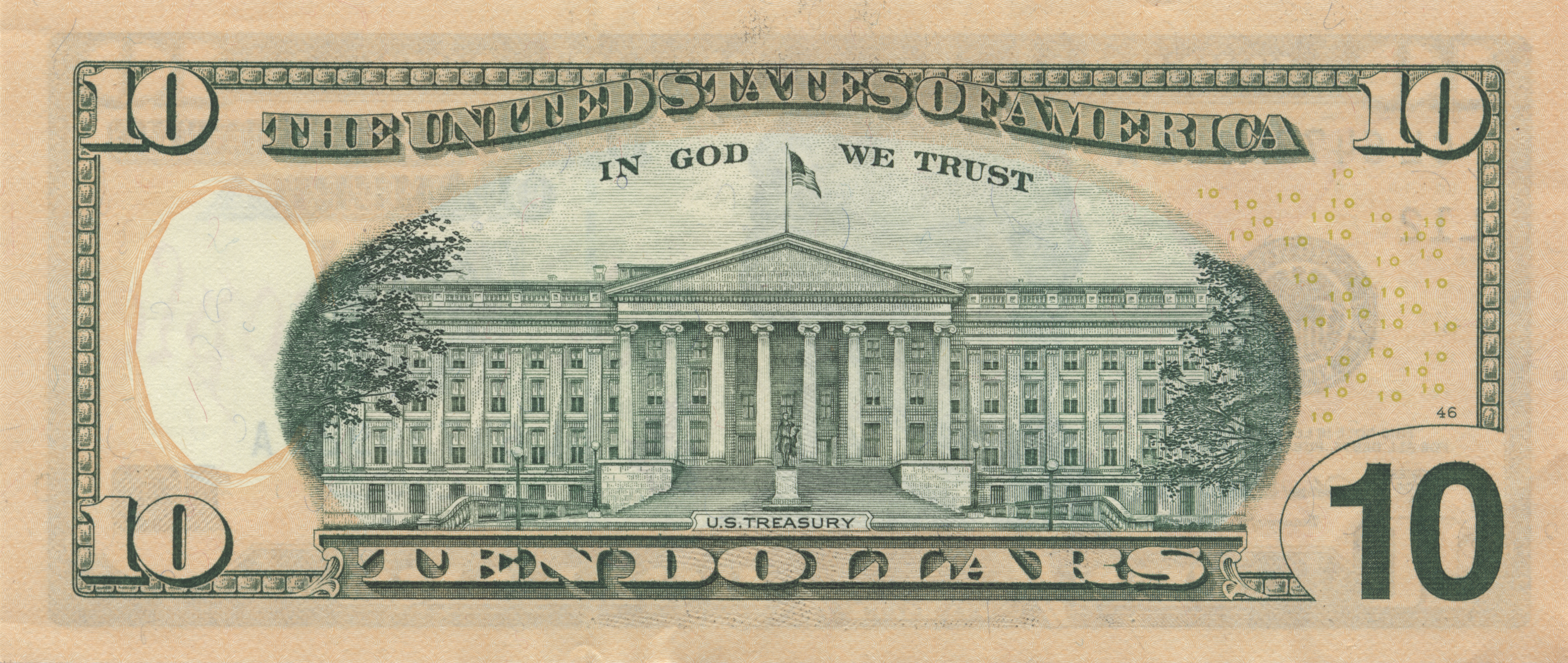
Revers du billet de dix dollars américain en circulation depuis 2006.